# HD-4
HD-4 (Hydrodome number 4) はアレクサンダー・グラハム・ベルが開発した初期の水中翼船である。 ノバスコシア州バデックにあったベルの研究所に設けられた造船所で設計・建造された。1919年に当時の水上速度の世界記録、70.86マイル毎時 (114.04 km/h)を達成した。

## 歴史
ウィリアム・E・ミーチャム (William E. Meacham) はサイエンティフィック・アメリカン誌1906年3月号に水中翼船およびハイドロプレーン (競艇のボートのように水面を滑走する船) の基本原理を解説する記事を寄せた。ベルは水中翼船を完成させたら大きな発明になると考えた。また、彼の助手フレデリック・ウォーカー・ボールドウィンはイタリアの発明家エンリコ・フォルラニーニ の研究を学び、彼の設計に基づくモデルの実験を行った。そして彼らはこの記事に基づいて水中翼船のスケッチを描き始め、1908年夏から水中翼船の実験を始めた。ベルとボールドウィンは1910年から1911年にかけて世界旅行に赴き、フランスでフォルラニーニと面会し、イタリアのマッジョーレ湖でフェルラニーニの水中翼船に乗船している。ボールドウィンはこのときの様子を「飛んでいるように滑らかだった」と記している。
彼らはバデックの研究所に戻り、さまざまな模型を使って実験を重ね、実証機となる HD-4 を開発した。1913年にベルはシドニー出身でノバスコシア州ウェストマウントでヨット製作をしていたウォルター・ピノードを雇い入れ、HD-4 の改良に取り組ませた。ピノードはヨット製作の経験を活かしてHD-4に数々の有効な改良を加えていった。第一次世界大戦のため開発は一時中断されたものの、戦後すぐ再開された。 ベルがアメリカ海軍に報告書を提出すると、1919年7月には2台のリバティ L-12エンジン (350制動馬力 (260 kW)) が供与された。
1919年9月19日、バデックのブラドール湖において、HD-4は当時の水上速度記録 70.86マイル毎時 (114.04 km/h) を達成した。この記録は1920年にガーフィールド・ウッドがデトロイト川で「ミス・アメリカ」を駆って74.87マイル毎時 (120.49 km/h) を達成したことで破られた

## 博物館での展示

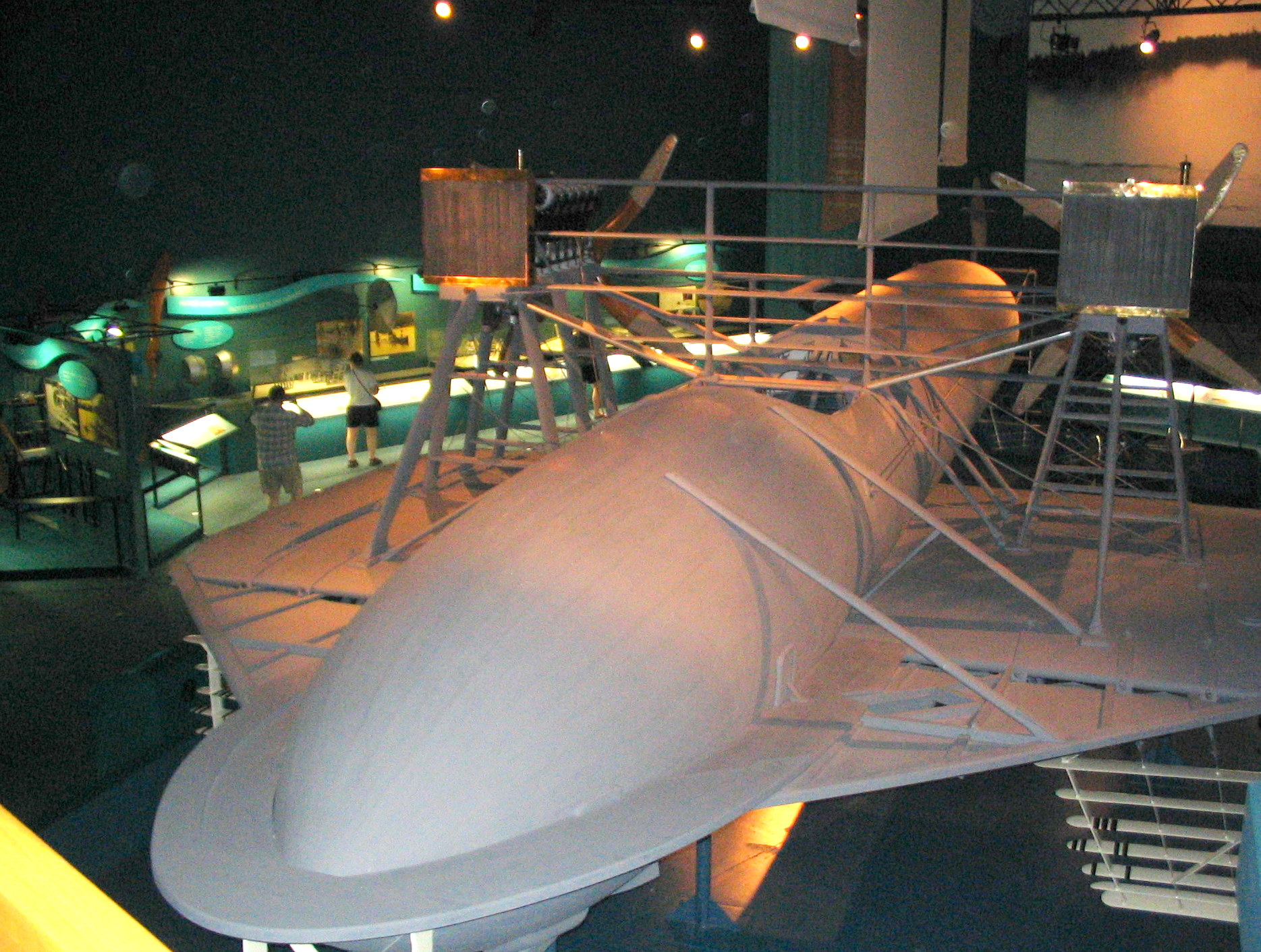
アレクサンダー・グラハム・ベル博物館に展示されている HD-4 のレプリカ

カナダ・ノバスコシア州バダックにあるアレクサンダー・グラハム・ベル博物館には、原寸大の HD-4 のレプリカが展示されている。